# Каурсин, Гийом
Вильгельм фон Каурсин, Гийом Каурсин или Каорсин (нем. Wilhelm von Caoursin, фр. Guillaume Caoursin; 1430, Дуэ — 1501) — историк и дипломат.

## Биография
В сорок лет был вице-канцлером и секретарём ордена иоаннитов. Его сочинения в первый раз изданы в Ульме в 1496. Главное из них, «Obsidionis Rhodiae descriptio», было переведено вскоре после выхода в свет на итальянский (без обозн. года), испанский (Севилья, 1526), немецкий (Страсбург, 1513) и английский языки. Каорсин составил одобренную гроссмейстером и капитулом в 1493 компиляцию иоаннитских статутов «Volumen stabilimentorum Rhodiorum militum sacri Ordinis Hospitalis sive Johannis Hierosolymitani».